# Reactividad

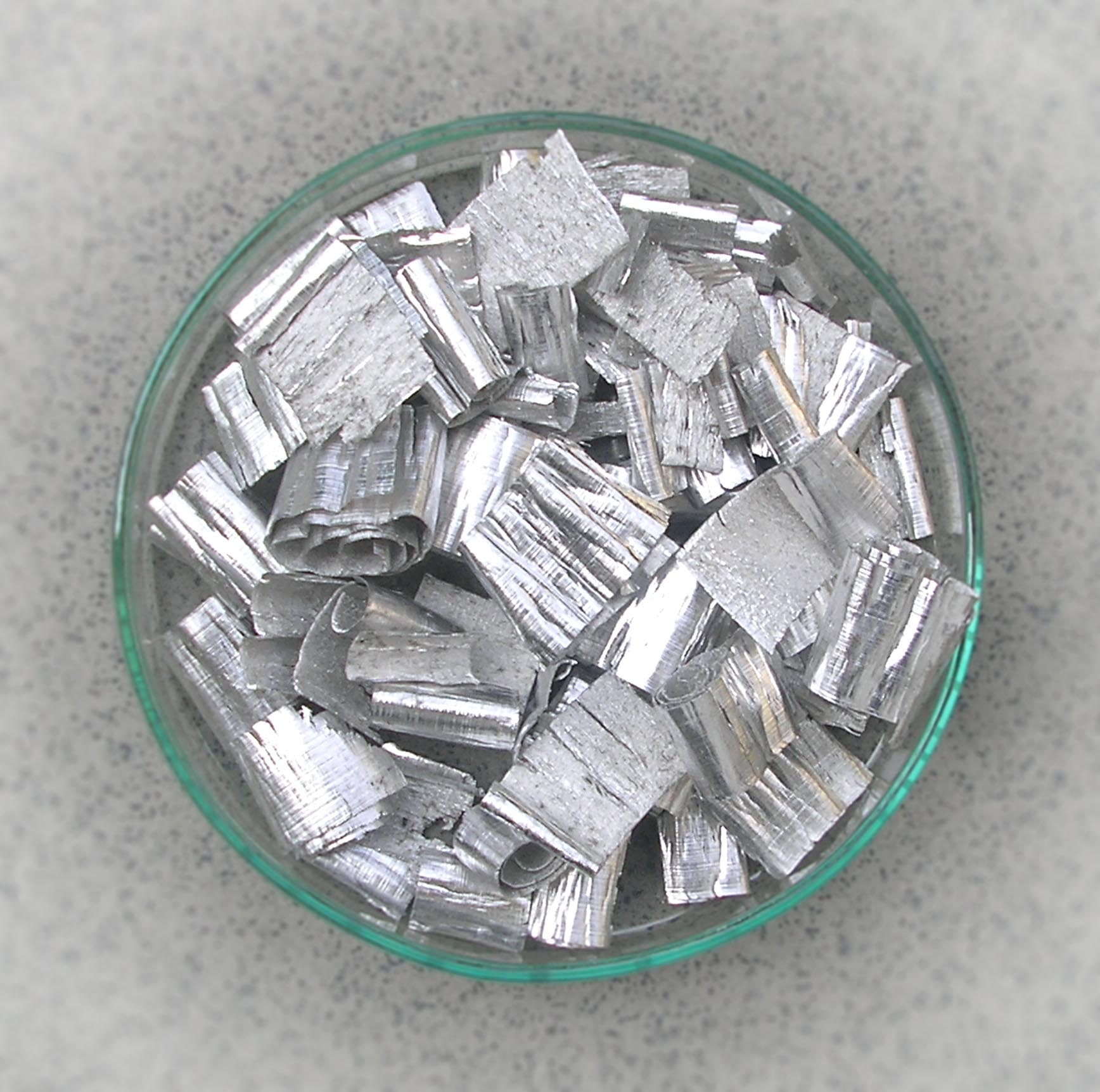
El magnesio es altamente reactivo.

En química, la reactividad de una especie química es su capacidad para reaccionar en presencia de otros reactivos (de diferente dominio químico).
Se puede distinguir entre la reactividad termodinámica y la reactividad cinética. La primera distingue si la reacción está o no favorecida por entalpía (competencia entre energía y entropía), es decir si es una reacción espontánea o no. La segunda distingue si la reacción tendrá lugar o no en una escala de tiempo dada.
De esta forma, existen reacciones termodinámicamente favorables pero cinéticamente impedidas, como la combustión de grafito en presencia de aire. En casos así, la reacción se dará de una forma muy lenta o, directamente, no se producirá. Si una reacción se encuentra bloqueada cinéticamente, es posible lograr que se produzca alterando las condiciones de reacción o utilizando un catalizador.
La química orgánica y la química inorgánica estudian la reactividad de los distintos compuestos. La fisicoquímica trata de calcular o predecir la reactividad de los compuestos, y de racionalizar los mecanismos de reacción.